# Europos
Europós (en grec moderne : Ευρωπός, Evropós) est une petite ville de Macédoine grecque dans la municipalité de Péonie.

## Géographie
Elle se trouve sur l'ancienne route reliant Thessalonique à Evzoni, à la frontière nord de la Grèce.

## Histoire
Habitée depuis le Néolithique, l'ancienne acropole est située sur un piton rocheux qui surplombe toute la région. Le village moderne se trouve au pied de cette acropole aujourd'hui occupée par une chapelle et un musée archéologique. 
Europós serait la ville natale de Séleucos Ier, général d'Alexandre le Grand et fondateur de la dynastie des Séleucides.  
Depuis la réforme territoriale de 2011, il est rattaché à la Municipalité de Péonie. 

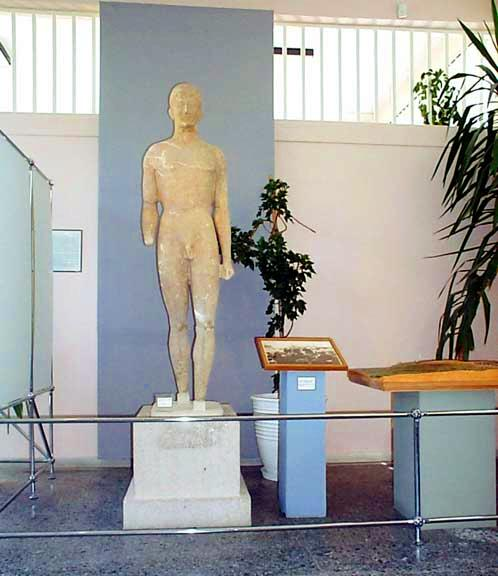
Le kouros d'Europós, exposé au musée archéologique de Kilkís.
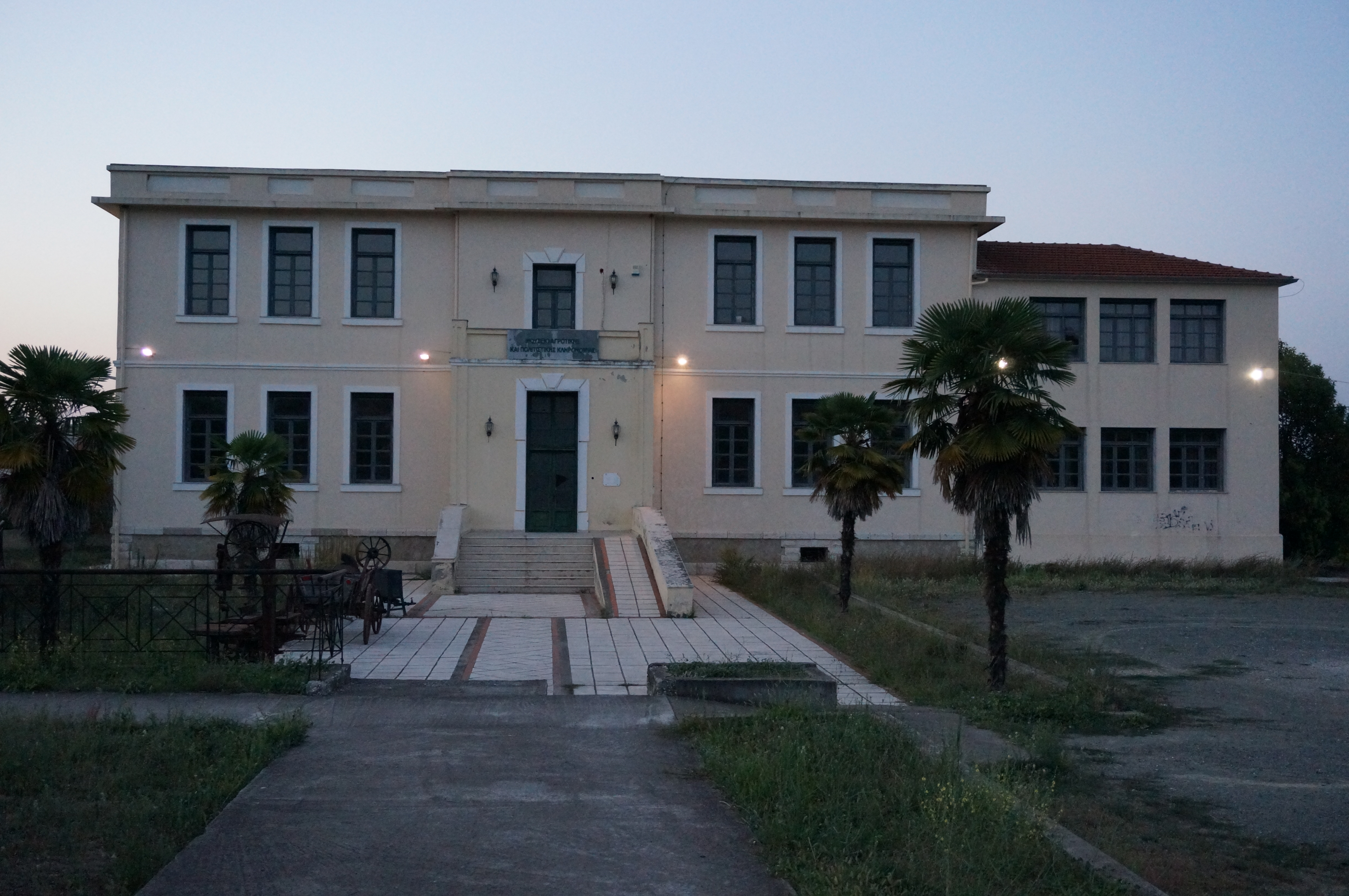
Musée des arts et traditions populaires situé dans l'ancienne mairie.
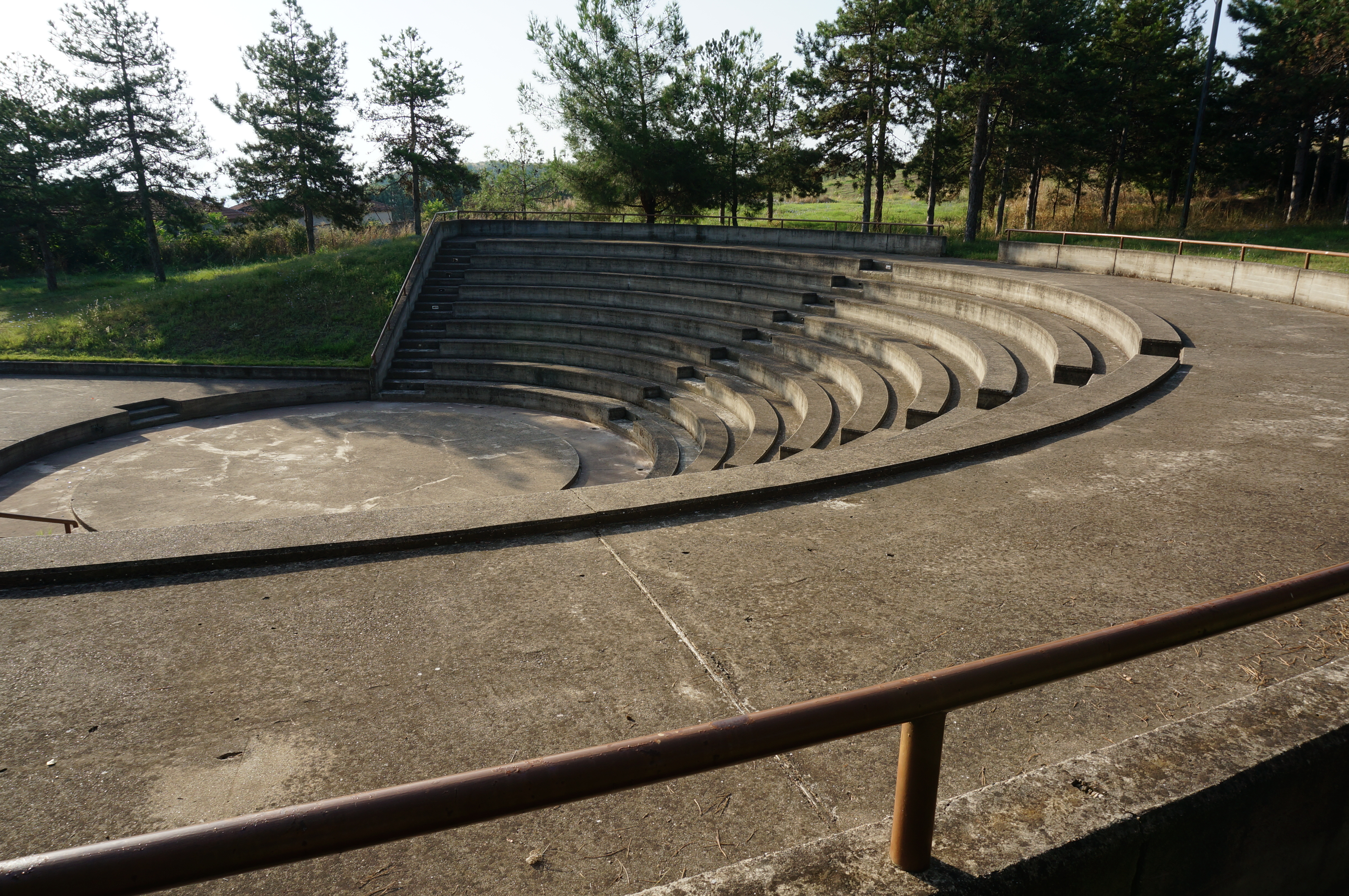
Cavea moderne.